# Army Men: Sarge's War
Army Men: Sarge's War est un jeu vidéo de la série Army Men, développé par Tactical Entertainment et édité par Global Star Software, publié en 2004 sur GameCube, PlayStation 2, Xbox et PC.

## Intrigue
Le jeu commence avec une attaque sur Vertville par l'armée Beige. Sarge se bat à travers la ville déchirée par la guerre, pour la sauver. Après la bataille, Sarge est informé par le Colonel Grimm que l'armée Beige s'est rendue et qu'il y aura une cérémonie de paix, plus tard dans la nuit, mais qu'une division Beige rebelle, dirigé par le Seigneur Malice, a volé des moules d'infanterie (Opération "Vengeance") et peut maintenant construire une armée. La mission de Sarge est de trouver Malice et de l'éliminer.
Sarge arrive sur une plage et se fraie un chemin vers le portail Beige. Là, il découvre les documents indiquant que Malice a posé une bombe destinée à exploser lors de la cérémonie de la paix, cachée dans la Statue de la Paix. Sarge charge à travers le portail pour arrêter la cérémonie, mais il est trop tard. La bombe se déclenche, son escouade entière, ainsi que Plastro, le Colonel Grimm, les Héros et les armées Verte et Beige sont anéantis. Sarge part ensuite pour tuer Malice.
Il traverse les vestiges de Vertville vers un autre portail Beige. Lorsqu'il franchit ce dernier, il se retrouve dans la base d'artillerie de Malice. Sarge détruit toute l'artillerie et découvre un puits de mine de plastique, que Malice utilise pour construire son armée. Sarge inonde la mine, la rendant pratiquement inutilisable. Il voyage ensuite à travers le désert, en direction du château de Malice. Ce dernier utilise le château comme centre de communication pour ses forces aériennes et terrestres, ainsi que comme prison pour certains des meilleurs hommes de l'armée Verte. Sarge déjoue les défenses du château, libère les prisonniers et détruit la tour de communications. Découvrant un passage du château vers une cuisine dans le monde réel, Sarge se retrouve à une époque où il était dans une cuisine similaire, dans une équipe dirigée par le major Gooding. Pendant la mission, Gooding est tombé dans une embuscade tendue par les forces Beiges. Sarge retrouve le bras de Gooding, près de l'évier, ce qui l'amène à penser que Gooding est mort. Alors que Sarge demande son évacuation, le flash-back se termine, et Sarge reprend son avancée.
À la fin du jeu, Sarge atteint enfin le quartier général du Seigneur Malice, où il affronte Malice en personne. Après avoir défait et mortellement blessé Malice, Sarge lui demande pourquoi il a tué les Verts et les Beiges dans Vertville. Malice révèle que c'était simplement pour faire souffrir Sarge. Sarge enlève le masque de Malice et découvre qu'il a est, en réalité, le Major Gooding, qui a été accidentellement laissé pour mort. Les Beiges l'ont ensuite découvert et fait de lui le Seigneur Malice qu'il est maintenant. À la fin de la scène, on voit Sarge s'en aller, en disant que la guerre n'a finalement aucun sens.
L'animation de clôture révèle des tubes de stockage, sur lesquels sont inscrits les noms des soldats décédés lors de l'attaque de Vertville, laissant entendre que le Colonel Grimm et les Héros, de même que Vikki, ne sont peut-être pas morts, et ce sont peut-être tout simplement des copies que Malice avait tuées, afin de jouer sur les émotions de Sarge - une action qui a finalement été la cause de la défaite du Seigneur Malice.
Les événements décrits à la fin de Army Men: Sarge's War correspondent au début de Army Men II, faisant l'hypothèse que les deux jeux ont une relation et expliquant l'absence de certains personnages emblématiques.

## Système de jeu
Le jeu pour PC n'est utilisable qu'en mode mono-joueur. Il nécessite de 3 à 5 heures pour être terminé.
Les consoles Xbox et GameCube possèdent trois modes multijoueurs : duel à mort, capture du drapeau et offensive d'équipe. Le duel à mort peut se jouer à quatre. Le jeu présente quatre cartes pour ces missions.
Le jeu pour Xbox est compatible avec la Xbox 360.

## Développement

### Conception
Army Men: Sarge's War est le premier jeu de la série à être créé par Global Star Software, au lieu de 3DO, créateur de la série. C'est un jeu de guerre mettant en scène des soldats de plastique. Le héros, le sergent Hawk (Sarge), interprété par le joueur, peut utiliser différentes armes : carabine, fusil d'assaut, fusil, bazooka, fusil à lunette, grenade, lance-flammes, bombe à retardement, mitrailleuse, etc. Jim Cummings donne sa voix au Sergent Hawk. Le jeu présente 12 niveaux de difficulté croissante.

### Différences par rapport au jeu précédent
Le jeu est plus adulte que les précédents jeux de la série. Sarge ne fait pas de mouvements comiques, des trous sont faits dans les soldats, et les armes sont aussi faites de métal. Une amélioration apportée par rapport aux précédents jeux est la possibilité de souffler les membres de l'ennemi, et de remodeler ses armes en ramassant des matériaux sur les corps des ennemis.

## Accueil
Le jeu a été généralement jugé équivalent ou inférieur à la moyenne. La majorité des critiques a apprécié l'aspect plus sombre du jeu, par rapport à ses prédécesseurs. Par contre, son graphisme en dessous de la moyenne lui a été reproché, ainsi qu'un gameplay répétitif et des Intelligences artificielles ennemies peu efficaces.
GameSpot met particulièrement en avant la difficulté à contrôler le mouvement de Sarge, que ce soit avec la souris ou le clavier. L'inutilité du réticule est également montrée du doigt. Le critique regrette aussi le caractère répétitif des missions et trouve ennuyeuses les missions du mode multijoueur. Jeuxvideo.com parle de "jeu(...) pas intéressant(...) pour un sou et livré(...) avec une réalisation minable".